# Sonntags-Club
Le Sonntags-Club est un groupe LGBT est-berlinois formé à partir du milieu des années 1980 dans le sillage de l'Homosexuelle Interessengemeinschaft Berlin. Il se réuni durant les dernières années de la RDA dans des locaux accessibles le plus souvent le dimanche, ce qui lui donne à partir de 1987 son nom de « Club du Dimanche » (Sonntags-Club). Reconnu comme association par la municipalité de Berlin après la Chute du mur, le groupe se développe, s'agrandi et s'institutionnalise dans l'Allemagne réunifiée pour devenir un centre de conseil, d'information et de communication pour communauté LGBT, installé dans ses locaux de la Greifenhagener Straße à Prenzlauer Berg.

## Histoire

### Avant 1986
Le Sonntags-Club se considère comme le successeur de l'Homosexuelle Interessengemeinschaft Berlin (HIB), figure de proue du mouvement gay et lesbien de la RDA dans les années 1970. En 1976, le ministère de l'Intérieur refuse au HIB l'autorisation de fonctionner en tant qu'association, justifiant cette décision par le fait que la dépénalisation de l'homosexualité de 1968 est suffisante pour aborder les problèmes des homosexuels. À la suite de cet échec administratif et de dissensions internes, les lesbiennes se retirent du HIB et créent leur propre groupe de femmes autour de la militante Ursula Sillge.

### 1986–1989
En 1986, après des années d'activités émancipatrices isolées au sein d'associations lâches et changeantes, Ursula Sillge parvient à développer un évènement communautaire nommé « Sonntags im Club », situé dans le local du Mittzwanziger-Club de la Veteranenstraße, à Berlin-Mitte. Après la fermeture du club, le groupe continue à se rencontrer en privé, dans des restaurants et des maisons de la jeunesse. Comme ces réunions ne sont le plus souvent possible que le dimanche, le nom de Sonntags-Club s'impose à partir de 1987. Sous ce nom dénué de toute allusion à l'homosexualité, il est alors possible d'obtenir des locaux sans éveiller les soupçons des autorités.
A la fin des années 1980, les espaces culturels berlinois s'ouvrent de manière surprenante aux thèmes homosexuels. Le Sonntags-Club, en partie acteur de cette libéralisation, en profite pour organiser des évènements réguliers dans ces espaces historiquement hétéronormés, en cherchant délibérément à s'adresser à un public plus large et peu informé. Au-delà de ses évènements, le Sonntags-Club s'engage pour les droits des homosexuels et des bisexuels au sein de la société socialiste, en militant entre autres pour la publication d'annonces de rencontre entre personnes de même sexe dans les magazines berlinois. Le groupe entretient également des échanges avec d'autres associations communautaires, comme le groupe de travail interdisciplinaire sur l'homosexualité fondé en 1984 à l'Université Humboldt ou le groupe lesbien chrétien « Lesben in der Kirche ». 
À partir de 1987, le Sonntags-Club met en place à sa « Boîte postale 229 - Berlin 1030 », qui permet un système de correspondance adressé à toutes les personnes de la communauté LGBT de RDA. L'année suivante, en 1988, le groupe commence à se réunir de manière quotidienne dans un appartement vide de la Choriner Straße pour former des cercles de discussion, des centres d'intérêt, des groupes de travail et réunir le conseil administratif du club. 
Après une série de désaccords stratégiques, une partie des membres prend son indépendance à partir de février 1989 et fonde un groupe appelé « Arbeitsgemeinschaft Courage » (Groupe de travail Courage), qui fait partie du « Verbund der Freidenker » (Association des libres penseurs).
À partir d'avril 1989, l'Info-Treff du Sonntags-Club, un centre d'accueil et d'information sur les questions queer, ouvre chaque semaine, le jeudi de 17h00 à 19h00, dans la Choriner Straße. La communication autour de la permanence se fait par une annonce qui précise le programme : « Auskünfte – Informationen – Beratung – Kartenverkauf » (Renseignements - informations - conseils - vente de billets). 

### 1989–1999
La période qui suit la chute du mur de Berlin – avant la dissolution de la RDA et la réunification des deux parties de la ville – est caractérisée par un grand dynamisme pour le Sonntags-Club. Les membres décident en effet, dès le 10 novembre 1989, de demander la reconnaissance du groupe en tant qu'association officielle. Deux jours plus tard, le 12 novembre 1989, les représentants permis lesquels Ursula Sillge, Peter Rausch et Lothar Dönitz signent les statuts du « Sonntags-Club - Association berlinoise de citoyens lesbiens, gays et bisexuels », et le 7 juillet 1990, l'association est officiellement enregistrée par le registre des associations du tribunal d'arrondissement de Berlin-Mitte.
L'histoire unique de l'association est-allemande, avec le groupe précurseur du HIB et les manifestations Sonntags im Club, suscite alors un grand intérêt national et international. Dès 1990, la municipalité de Berlin lui accorde une aide financière et la même année, le Sonntags-Club emménage pour la première fois dans ses propres locaux, au numéro 8 de la Rhinower Straße, près de la Schönhauser Allee. 
Le centre devient alors un lieu de conseil, sur le coming-out ou la parentalité ; un espace de rencontre pour des groupes de jeunes gays et lesbiennes, de seniors queer ; d'action et de lutte contre le VIH/sida ; d'atelier pour les femmes avec entre autres le Vendredi des femmes ; un cercle de discussion sur la bisexualité ; ou encore un « groupe TV-TS » pensé par et pour des travestis et des transsexuels, dont la directrice et initiatrice est Nadja Schallenberg. Les locaux du Sonntags-Club accueillent également les réunions d'autres groupes LGBT, à l'image de l'association organisatrice des Christopher Street Day berlinoises, qui y installe régulièrement ses bureaux temporaires.
En 1991, le Sonntags-Club organise la première conférence internationale queer à Berlin pour le compte de l'International Lesbian, Gay, Bisexual, Trans and Intersex Association (ILGA).
En janvier 1998, le Sonntags-Club fête son 25e anniversaire à la Kulturbrauerei de Berlin, qui donne lieu à un film rétrospectif signé Bodo Amelang et Peter Rausch et à une brochure d'anniversaire de 40 pages intitulée « Absolut Queer ».

### Après 1999
En 1999, l'association Sonntags-Club emménage dans des locaux situés dans un immeuble d'angle de la Greifenhagener Straße 28 à Prenzlauer Berg, beaucoup plus grands et versatiles.
En ce qui concerne le travail d'accompagnement communautaire, le Sonntags-Club développe au fil des année des compétences sur les thématiques transgenres, faisant du lieu un point de ressource trans local et régional.
Depuis 2014, le Sonntags-Club s'engage dans le cadre d'Erasmus+ à mettre en place des échanges queers avec la Hongrie, l'Italie, la Pologne, la Turquie et la Slovénie. Au cours de ces échanges, les participantes et participants élaborent des projets indépendants, présentés au café de l'association ou lors d'événements communautaires tels que le Parkfest Friedrichshain ou le Lesbisch-schwulen Stadtfest.
En 2019, le Sonntags-Club se voit décerner par le SPD de Berlin le prix Magnus Hirschfeld pour ses mérites particuliers dans la vie queer de la ville. Pour son engagement citoyen exceptionnel dans l'intérêt de l'intégration européenne, l'association reçoit la année le prix européen Blauer Bär.
Depuis fin 2022, l'association est responsable du projet « queerhome* », un service de conseil en matière de logement pour les LSBTIQ+. En plus du conseil, le projet propose des formations continues et met en réseau les acteurs et actrices impliqués dans la politique de la ville.
En 2023, à l'occasion des 50 ans de l'association, le Schwules Museum de Berlin propose une rétrospective nommée « lieben. kämpfen. tanzen. » sur l'histoire du Sonntags-Club.

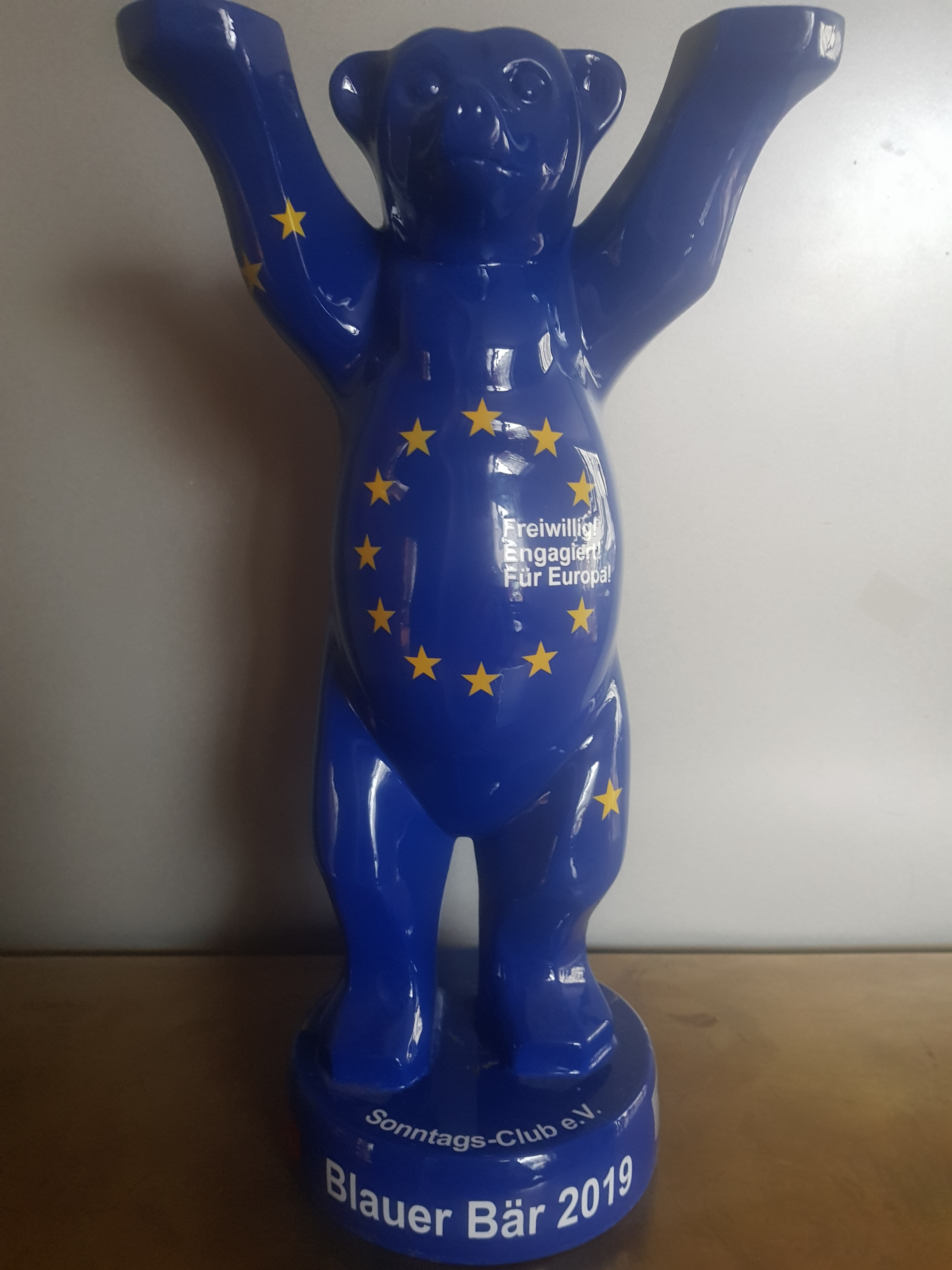
Prix de l'Ours bleu européen 2019